# Szczeć

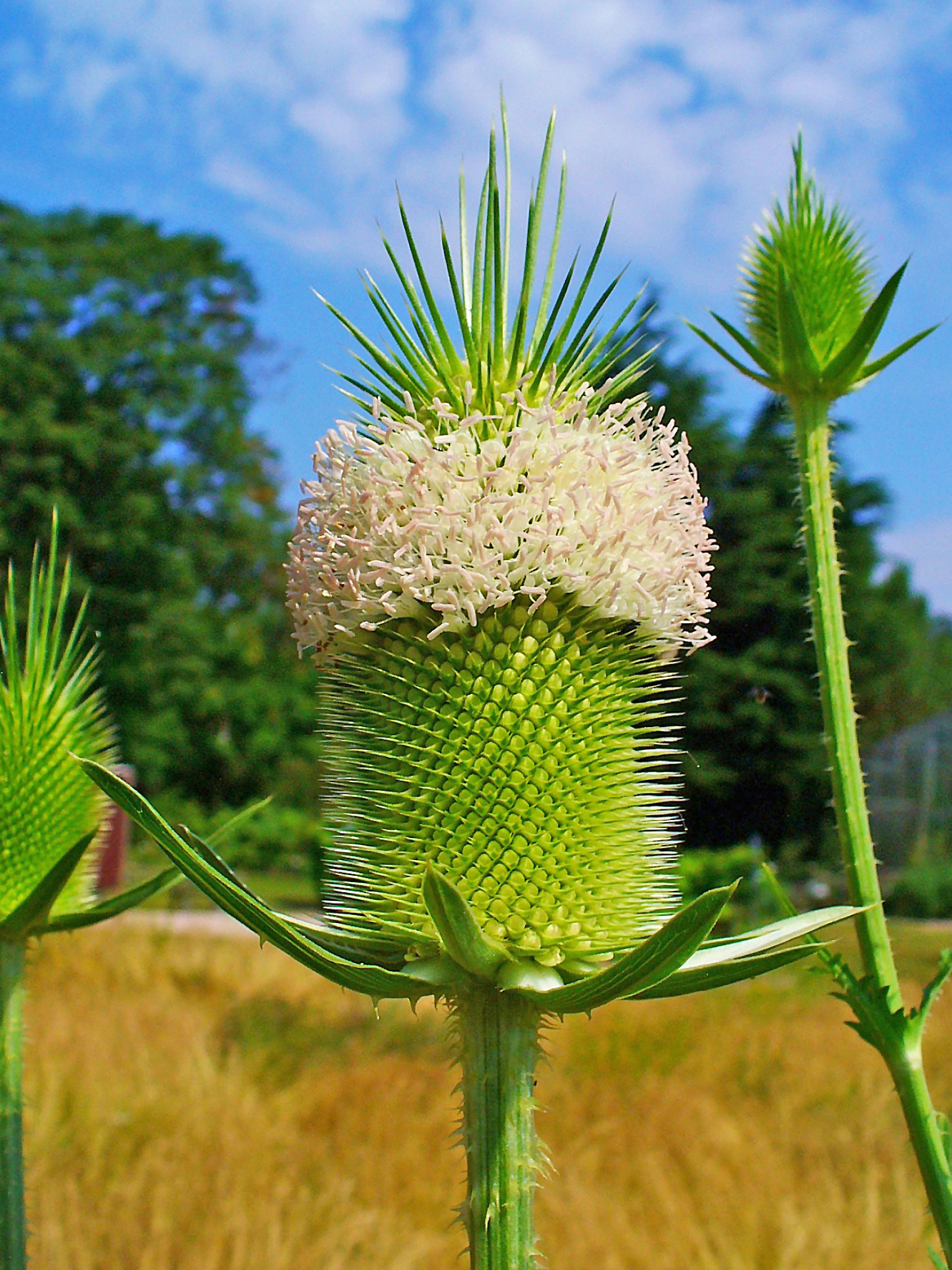
Kwiatostan szczeci sukienniczej.

Szczeć (Dipsacus L.) – rodzaj roślin z rodziny przewiertniowatych (Caprifoliaceae). Obejmuje około 20–21 gatunków. Rośliny te występują w Europie (8 gatunków, z czego trzy są rodzime w Polsce: szczeć wykrawana D. laciniatus, szczeć pospolita D. fullonum i szczeć owłosiona D. pilosus, a uprawiana jest także szczeć sukiennicza D. sativus), w basenie Morza Śródziemnego, w tropikalnej Afryce oraz w Azji, sięgając na wschodzie do obszarów górskich na Sri Lance. Szczeć pospolita jest gatunkiem inwazyjnym w Ameryce Północnej.
Korzenie tych roślin wykorzystywane są jako lecznicze (zwłaszcza D. asper). Charakterystyczne kwiatostany szczeci sukienniczej z licznymi, sztywnymi przysadkami, co najmniej od starożytności używane były jako zgrzebła do gręplowania wełny. Kwiatostany różnych gatunków używane są po zasuszeniu do tworzenia suchych bukietów.
Odziomkowe, sztywne liście o nasadach obejmujących łodygę zbierają w nie wodę i w ten sposób utrudniają dostęp do pędu szkodliwym dla roślin bezkręgowcom. Z kolei sztywne przysadki wspierające kwiaty, a w czasie owocowania – owoce, działają jak katapulta służąca do wystrzeliwania owoców, uruchamiana przez trącające je ptaki i inne zwierzęta.

## Morfologia

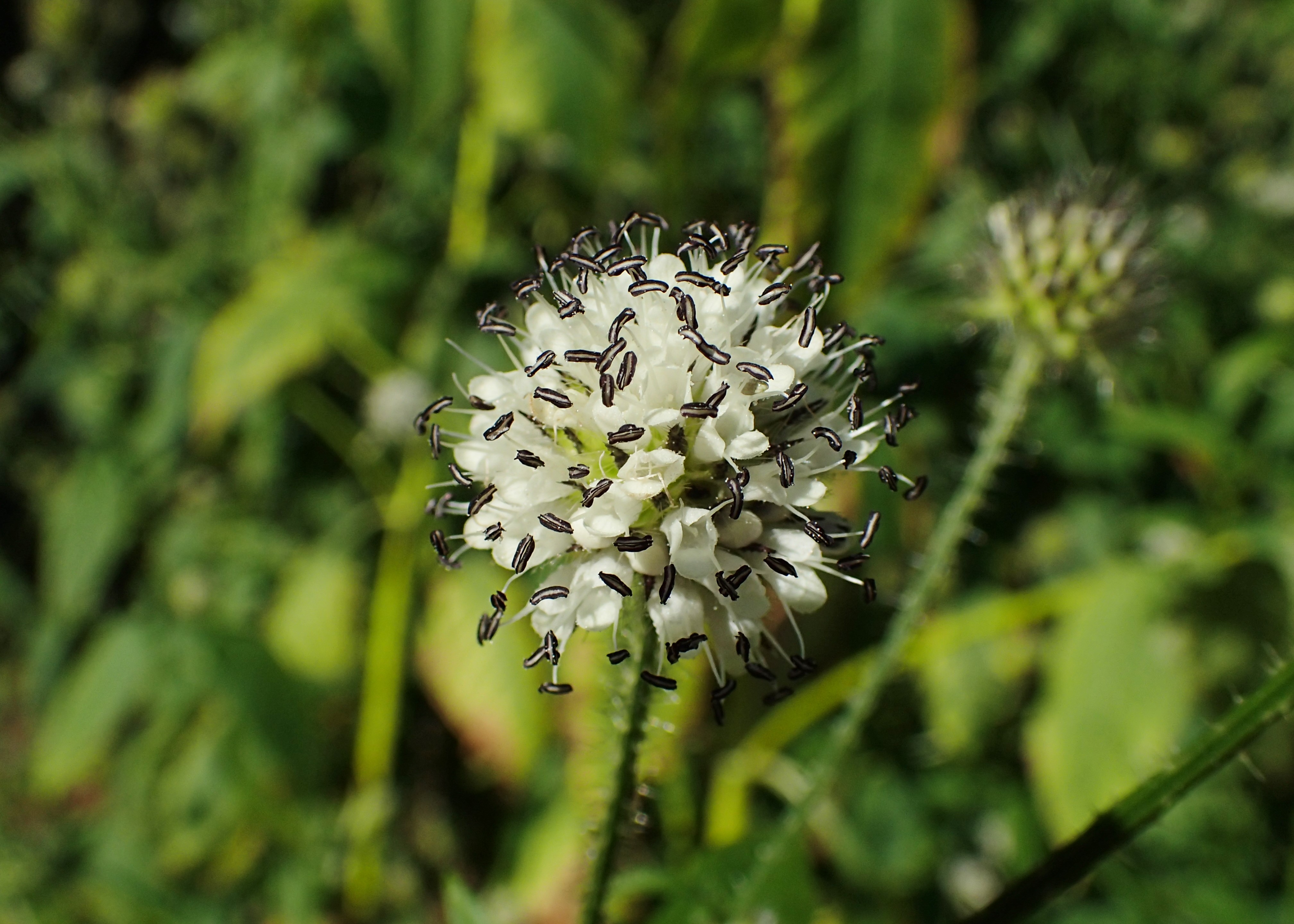
Szczeć owłosiona

PokrójRośliny dwuletnie i krótkowieczne byliny, czasem też jednoroczne. Pędy prosto wzniesione, tęgie, na kantach pokryte krótkimi kolcami, osiągające do 2 m wysokości.
LiścieNaprzeciwległe, często nasadami zrośnięte w formę kubeczka zbierającego wodę. Blaszka często pierzasto wcinana, lirowata, ząbkowana lub całobrzega.
KwiatyZebrane w kuliste lub walcowate koszyczki wyrastające wsparte wyrastającymi w okółku długimi, przypominającymi elastyczne kolce lub krótszymi, lancetowatymi podsadkami. Kwiaty w koszyczkach są drobne, wsparte sztywnymi i kolczasto zakończonymi przysadkami. U ich nasady znajduje się kieliszek czterokanciasty zakończony 4 ząbkami lub wycięty. Kielich kubeczkowaty, na szczycie z pierścieniem włosków. Płatki korony cztery, zrośnięte w krótką rurkę, na szczycie z zaokrąglonymi łatkami, białe, jasnoróżowe lub liliowe. Pręciki cztery, wystające z rurki korony. Zalążnia dolna, jednokomorowa, z pojedynczym zalążkiem. Szyjka słupka pojedyncza, zakończona niepodzielonym znamieniem.
OwoceNiełupka zwieńczona szczecinkami stanowiącymi pozostałość po trwałym kielichu.

## Systematyka
Rodzaj tradycyjnie zaliczany był do rodziny szczeciowatych Dipsacaceae. Rodzina ta od systemu APG II z 2003 włączana jest w randze podrodziny Dipsacoideae Eaton do rodziny przewiertniowatych Caprifoliaceae (opcjonalnie, a od systemu APG III z 2009 już definitywnie). 
W obrębie rodzaju wyróżniane są dwie sekcje:
- Dipsacus – rośliny dwuletnie zasiedlające zwykle miejsca suche i nasłonecznione poniżej 1000 m n.p.m. Mają łodygi kolczaste, liście złączone nasadami, kwiatostany okazałe, jajowate.
- Sphaerodipsacus Lange (≡ szczeciniastka Virga) – rośliny jednoroczne i dwuletnie siedlisk świeżych i wilgotnych, sięgające na obszarach górskich wysokości do 4000 m n.p.m. Mają łodygi niekolczaste[11] lub z drobnymi kolcami[12] i niewielkie, kuliste kwiatostany[11].

Wykaz gatunków
- Dipsacus asper Wall. ex DC.
- Dipsacus atratus Hook.f. & Thomson ex C.B.Clarke
- Dipsacus atropurpureus C.Y.Cheng & Z.T.Yin
- Dipsacus azureus Schrenk ex Fisch. & C.A.Mey.
- Dipsacus cephalarioides V.A.Matthews & Kupicha
- Dipsacus chinensis Batalin
- Dipsacus comosus Hoffmanns. & Link
- Dipsacus ferox Loisel.
- Dipsacus fullonum L. – szczeć pospolita, sz. leśna
- Dipsacus gmelinii M.Bieb.
- Dipsacus inermis Wall.
- Dipsacus japonicus Miq.
- Dipsacus laciniatus L. – szczeć wykrawana
- Dipsacus leschenaultii Coult. ex DC.
- Dipsacus narcisseanus Lawalrée
- Dipsacus pilosus L. – szczeć owłosiona
- Dipsacus pinnatifidus Steud. ex A.Rich.
- Dipsacus × pseudosylvestris Schur
- Dipsacus sativus (L.) Honck. – szczeć sukiennicza
- Dipsacus strigosus Willd. ex Roem. & Schult. – szczeć zgrzebłowata
- Dipsacus valsecchii Camarda
- Dipsacus walkeri Arn.